# Zoológico de Búfalo
El zoológico de Búfalo o Buffalo Zoo, localizado en Búfalo (Nueva York), fue fundado en 1875, por lo que es el tercer zoológico más antiguo de los Estados Unidos. Cada año, el Buffalo Zoo atrae aproximadamente 400 000 visitantes y es la segunda atracción turística más importante en el oeste de Nueva York, solo por detrás de las Cataratas del Niágara.[cita requerida] Localizado en 9,5 hm² del Buffalo Delaware Park, el zoológico exhibe una diversa colección de animales salvajes y exóticos y más de 320 especies de plantas. Abierto todo el año, el zoo sirve como un recurso de la conservación, educación y recreación para el oeste de Nueva York.

## Historia
El Zoológico remonta su historia a mediados del siglo XIX, cuando Jacob E. Bergtold, un peletero de Búfalo, presentó un par de ciervos a la ciudad de Buffalo. Para proporcionar a los ciervos el espacio para pastar, Elam R. Jewett, el editor del Buffalo Daily Journal, Ofrece el alojamiento de los ciervos en su finca. Simultáneamente, se estaban haciendo planes para el municipal North Park (hoy Delaware Park), y el alcalde William F. Rogers contrató al arquitecto paisajista Frederick Law Olmsted para incluir un zoológico como parte del diseño del parque. Cinco años después de que los ciervos fueron donados, más animales fueron adheridos a la colección, y la primera construcción permanente fue erigida, Significando el establecimiento del "Buffalo Zoological Gardens" en 1875.[cita requerida]
El Zoo se sometió a una gran expansión durante la Gran Depresión y se convirtió en un importante lugar de trabajo para la Works Progress Administration. A lo largo de las próximas décadas, más exposiciones e instalaciones se han añadido, incluido el Reptile House (1942), Children’s Zoo (1965), Giraffe House and Veterinary Hospital (1967), y The Gorilla Habitat Building (1981). La misión del zoológico también comenzó a cambiar durante 1980 y 1990 bajo la dirección de Minot Ortolani, ya que comenzó a reducir el número de animales en su colección para centrarse en la cría de especies en peligro de extinción que de otro modo no podría tener una oportunidad de sobrevivir. Además de sus esfuerzos de conservación, el Zoo también puso más énfasis en la educación para enseñar a los visitantes acerca de los animales y sus hábitats naturales.[cita requerida]
En 2002, un Plan Maestro de 15 años fue desvelado para transformar al Zoo. Nuevos servicios para visitantes y hábitats naturales se planificaron, incluyendo the Asian River and Highlands Zone, African Watering Hole, Arctic Edge y el Wonders of Water Children’s Zoo. La Fase Uno del Plan Maestro ha resultado en la inauguración de la exposición de Vanishing Animals, EcoStation, Otter Creek y Sea Lion Cove. La finalización de la primera fase estuvo marcada el 10 de septiembre de 2008 con la apertura de la selva tropical de América del Sur, una atracción de cuatro estaciones, que cuenta con una cascada de dos pisos, decenas de coloridas aves de vuelo libre y una variedad de otras especies de la selva. Esto incluye ocelotes, ranas flecha azul y muchos otros animales que se pueden encontrar en la selva tropical. El zoológico está abierto todos los días de 10:00 a. m. a 4:00 p. m.

## Protestas de PETA
El 20 de noviembre de 2007, la organización People for the Ethical Treatment of Animals (PETA) publicó un comunicado de prensa pidiendo a la Asociación de Zoológicos y Acuarios de revocar la acreditación del Zoológico de Búfalo basado en denuncias al Departamento de Agricultura de los Estados Unidos (USDA en inglés) alegando condiciones inseguras de los animales y los procedimientos no estándar de manejo. Aunque es normal que los animales mueran en cautiverio, el informe afirma que estas muertes se podrían haber evitado dadas las instalaciones adecuadas y entrenamiento. 
El zoológico negó tales afirmaciones, llamando a PETA una organización "extremista". Después de una exhaustiva investigación por los Servicios de Investigación y Control de la USDA, el Zoológico de Búfalo fue absuelto de toda culpa con respecto a la cría o manejo del oso polar.[cita requerida]

## Galería

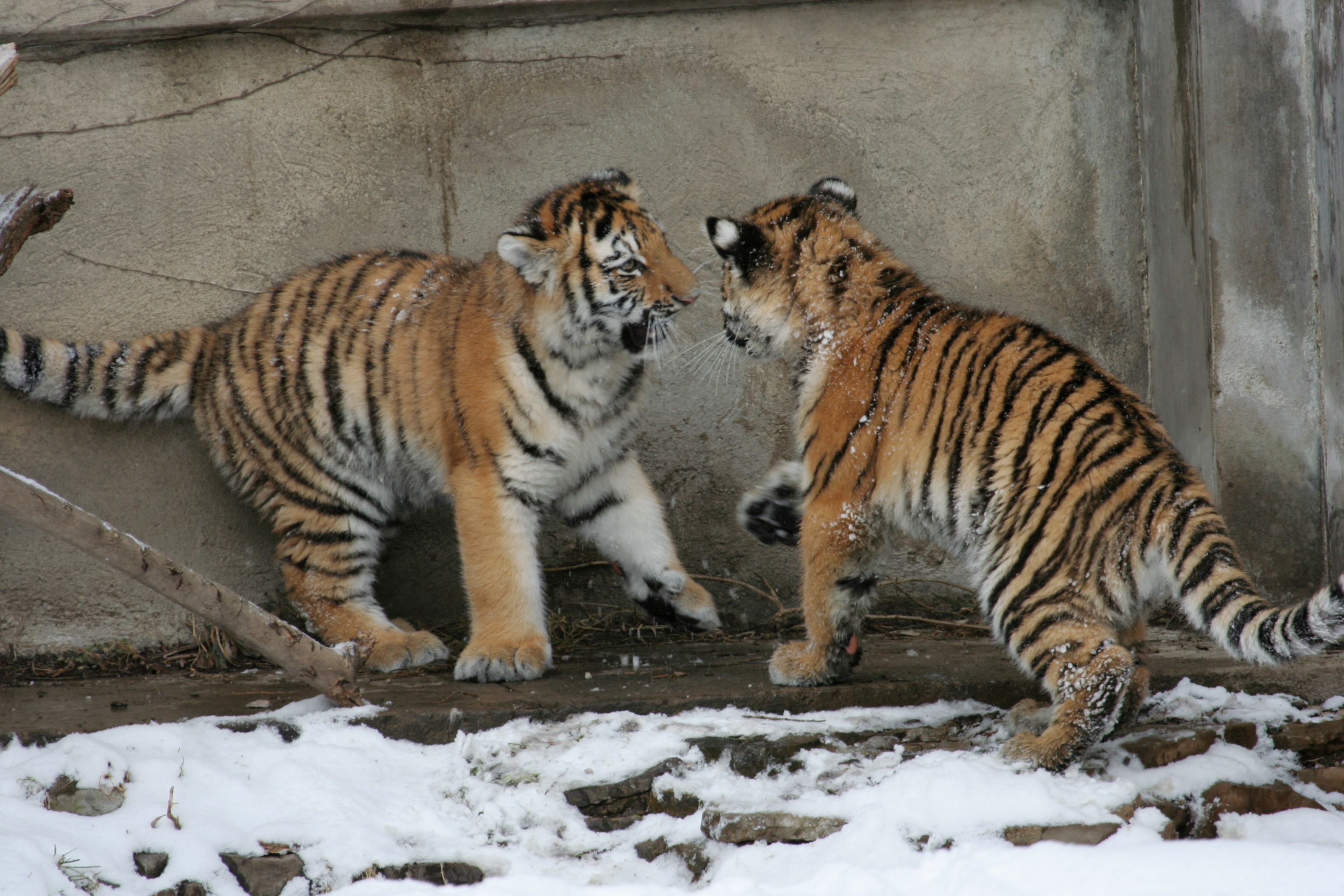
Crías de tigres siberianos juegan en la nieve del Zoológico de Búfalo.
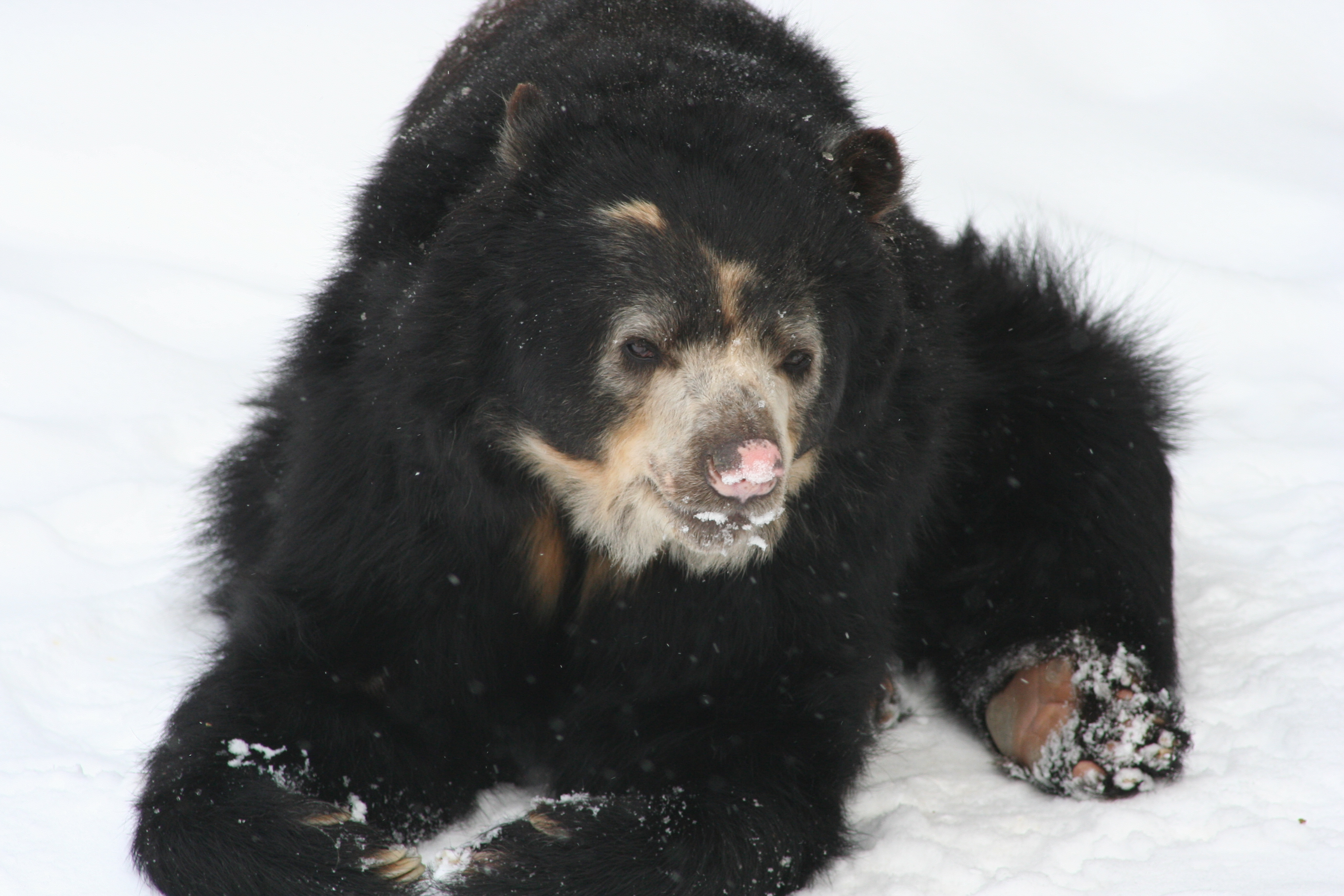
Oso de anteojos en el Zoológico de Búfalo.
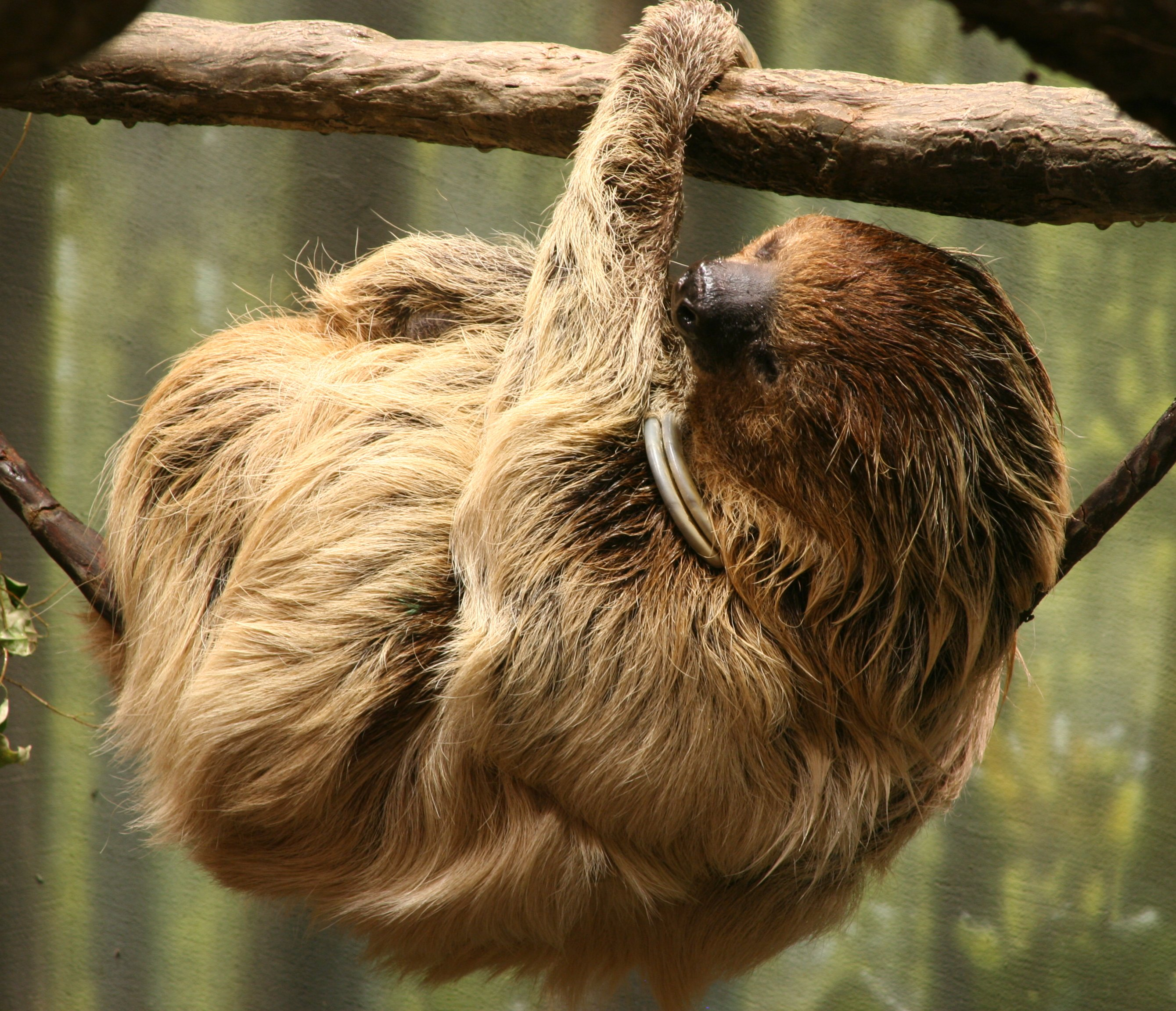
Perezoso de dos dedos colgado en un árbol del Zoológico de Búfalo .
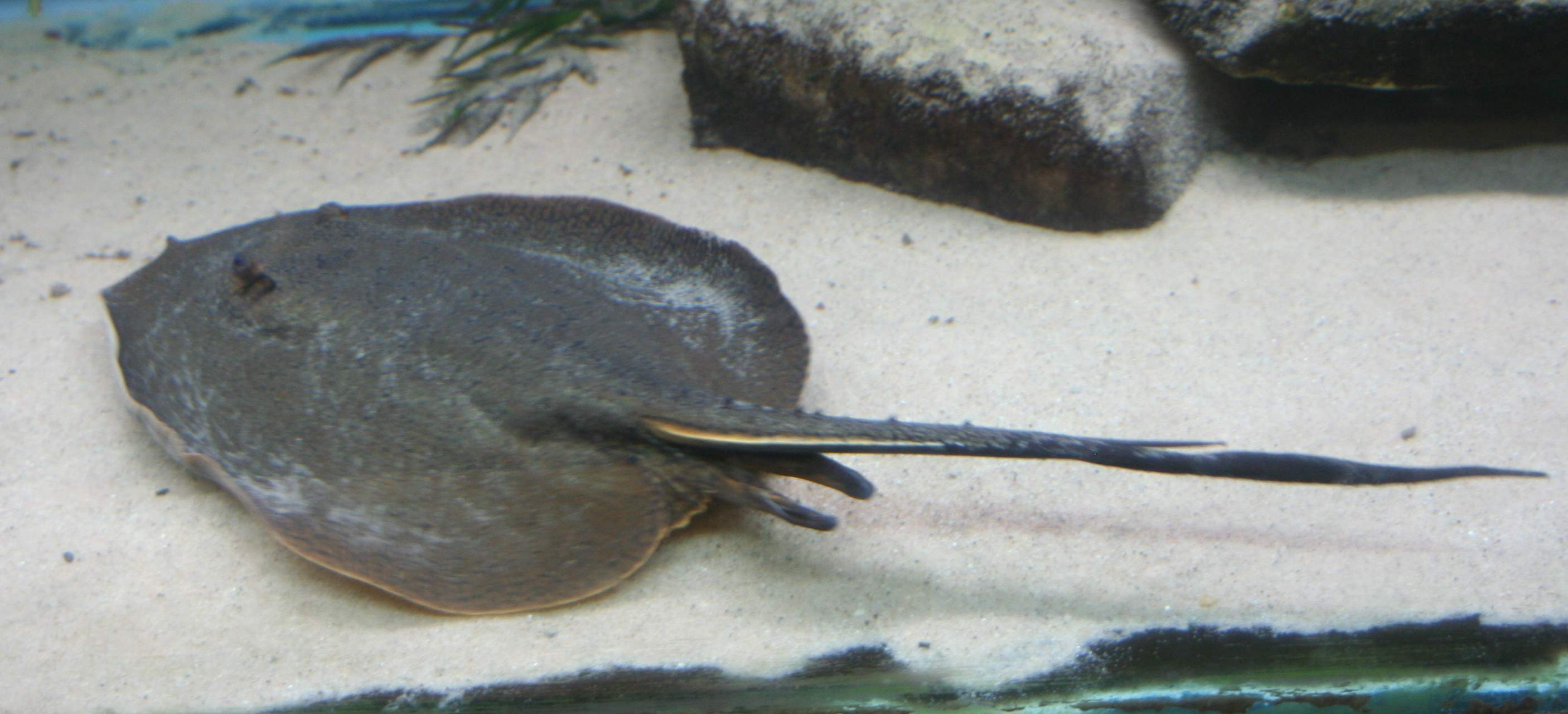
Raya de cola larga de río del Zoológico de Búfalo.
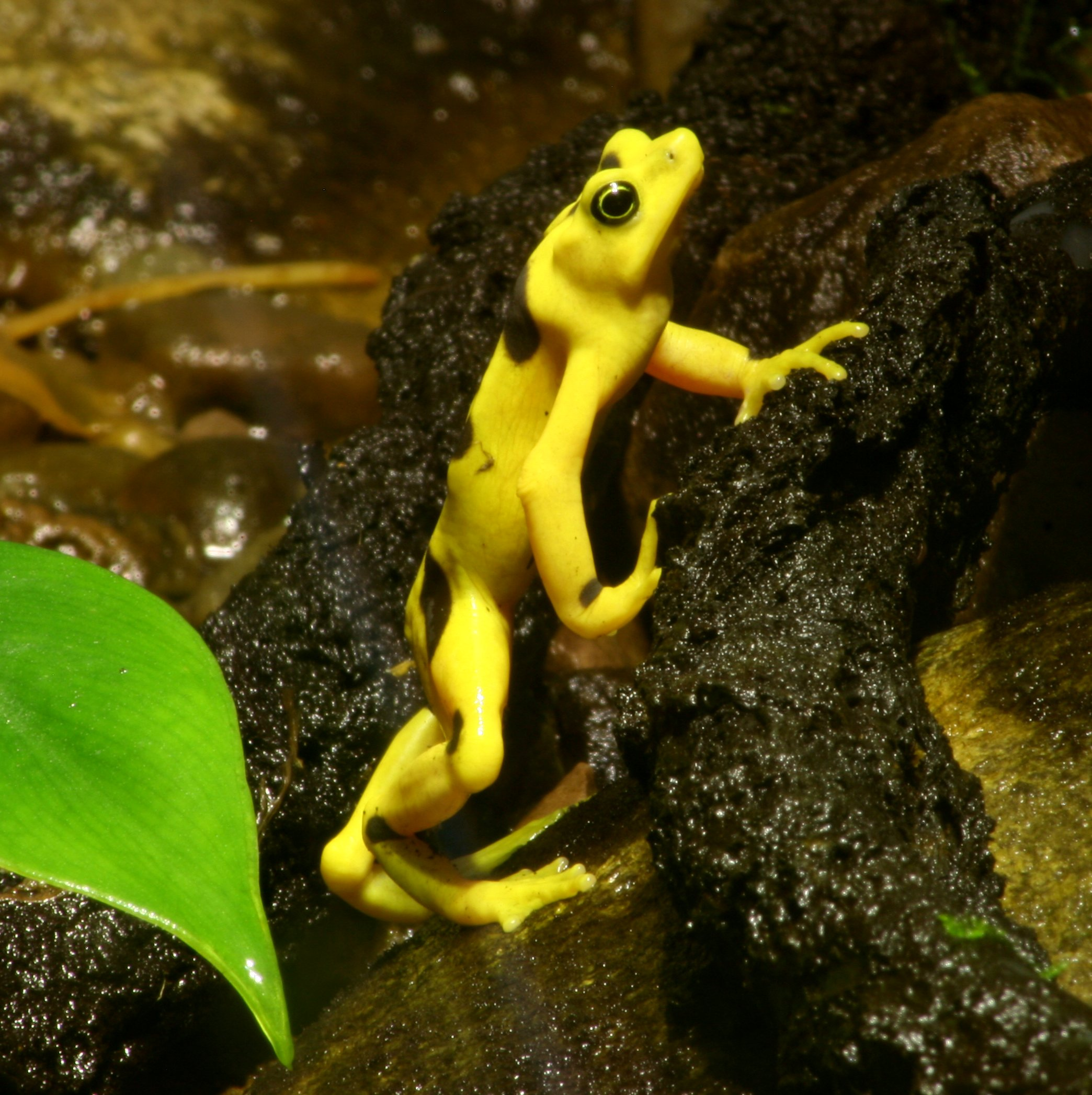
Una rana dorada de Panamá en su hábitat en el Zoológico de Búfalo.
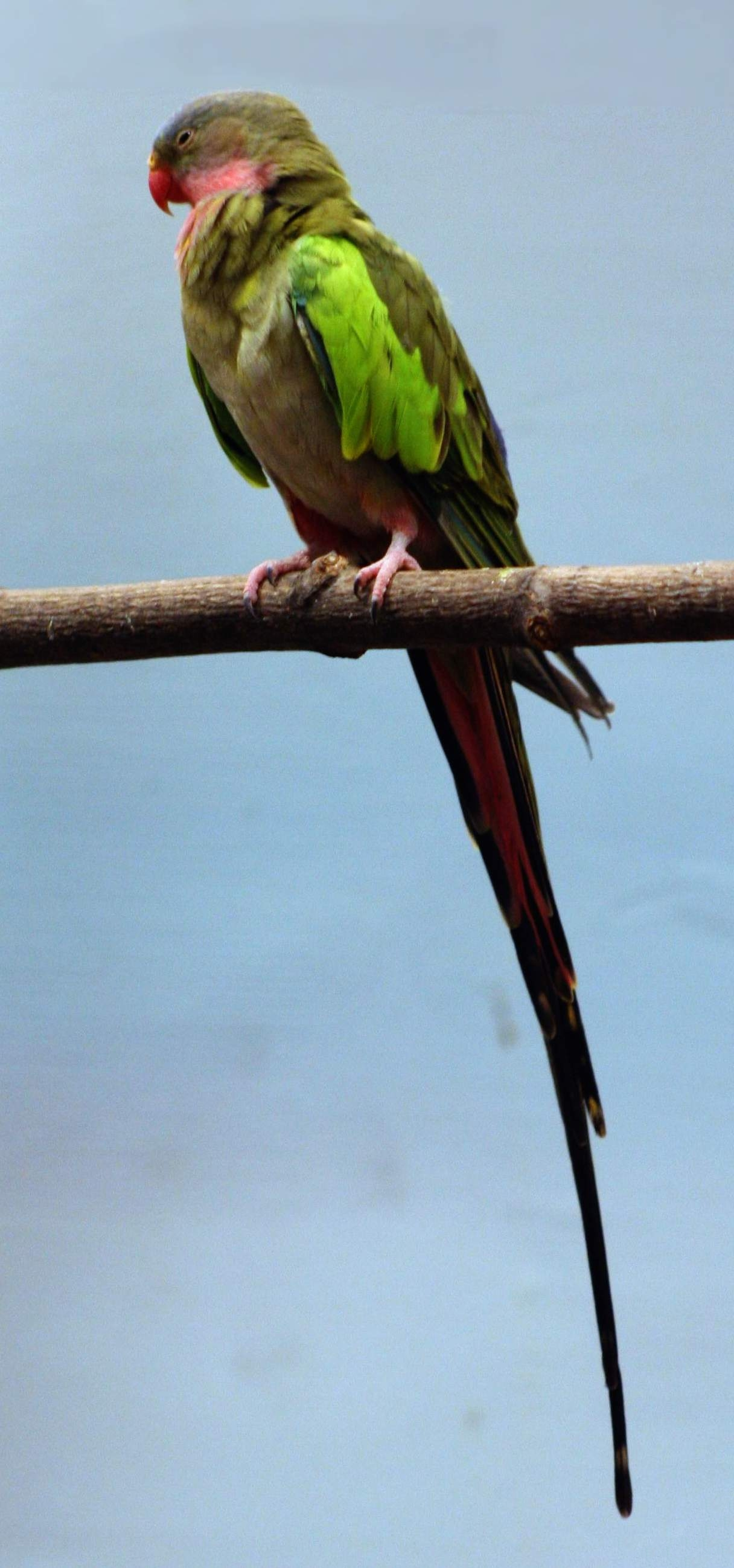
El perico princesa del Zoológico de Búfalo
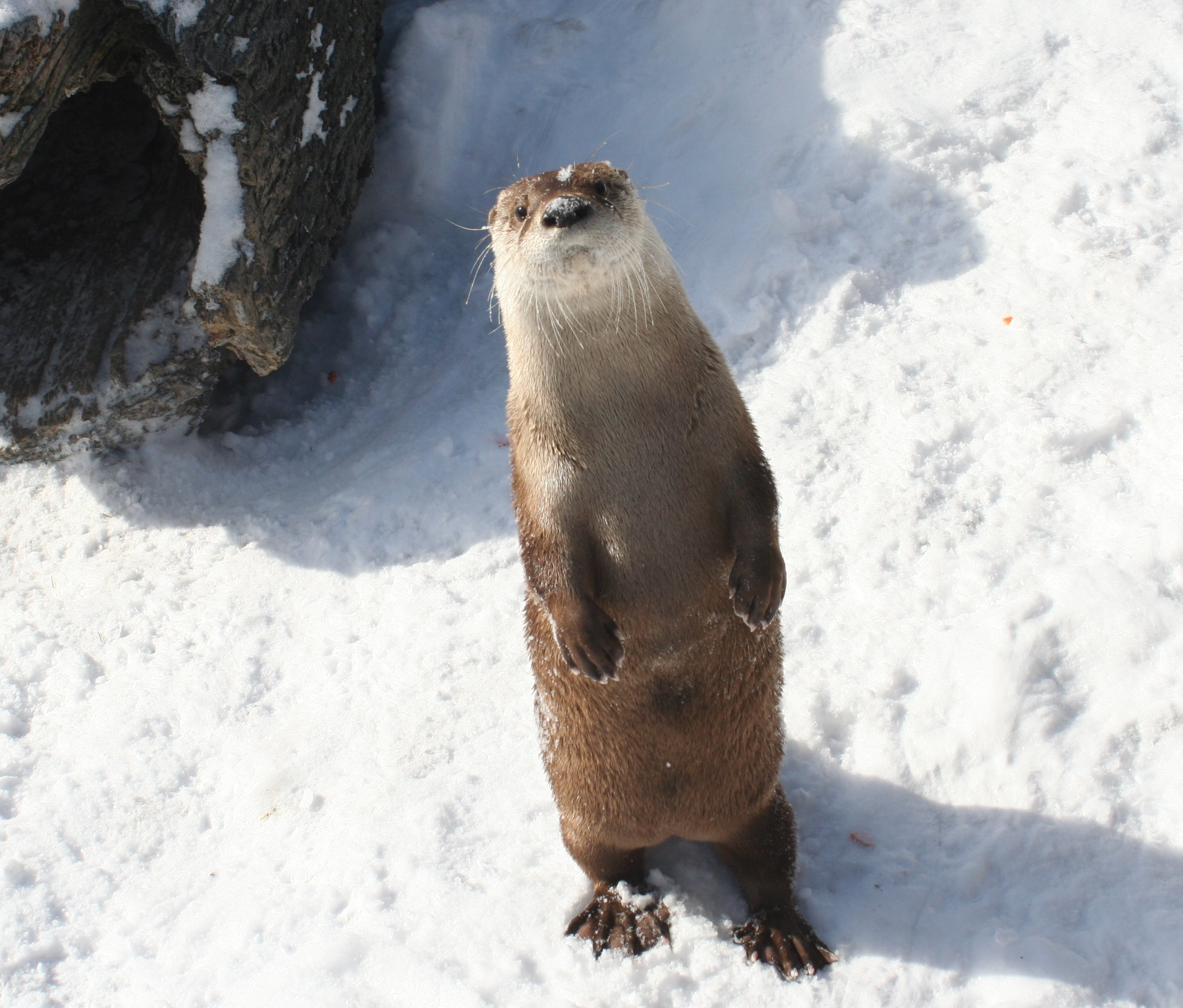
Nutria de río norteamericana juega en la nieve del Zoológico de Búfalo
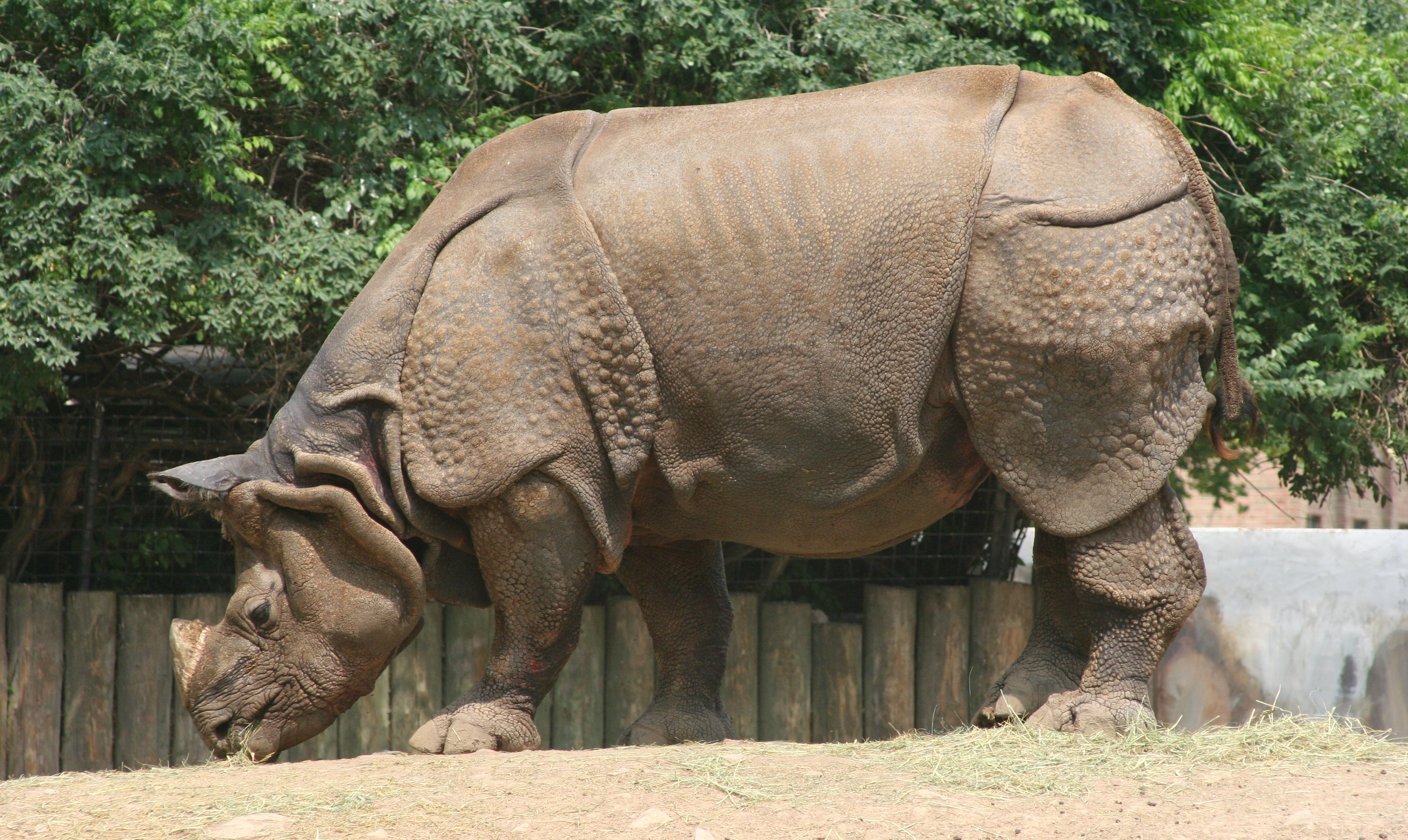
Rinoceronte indio del Zoológico de Búfalo
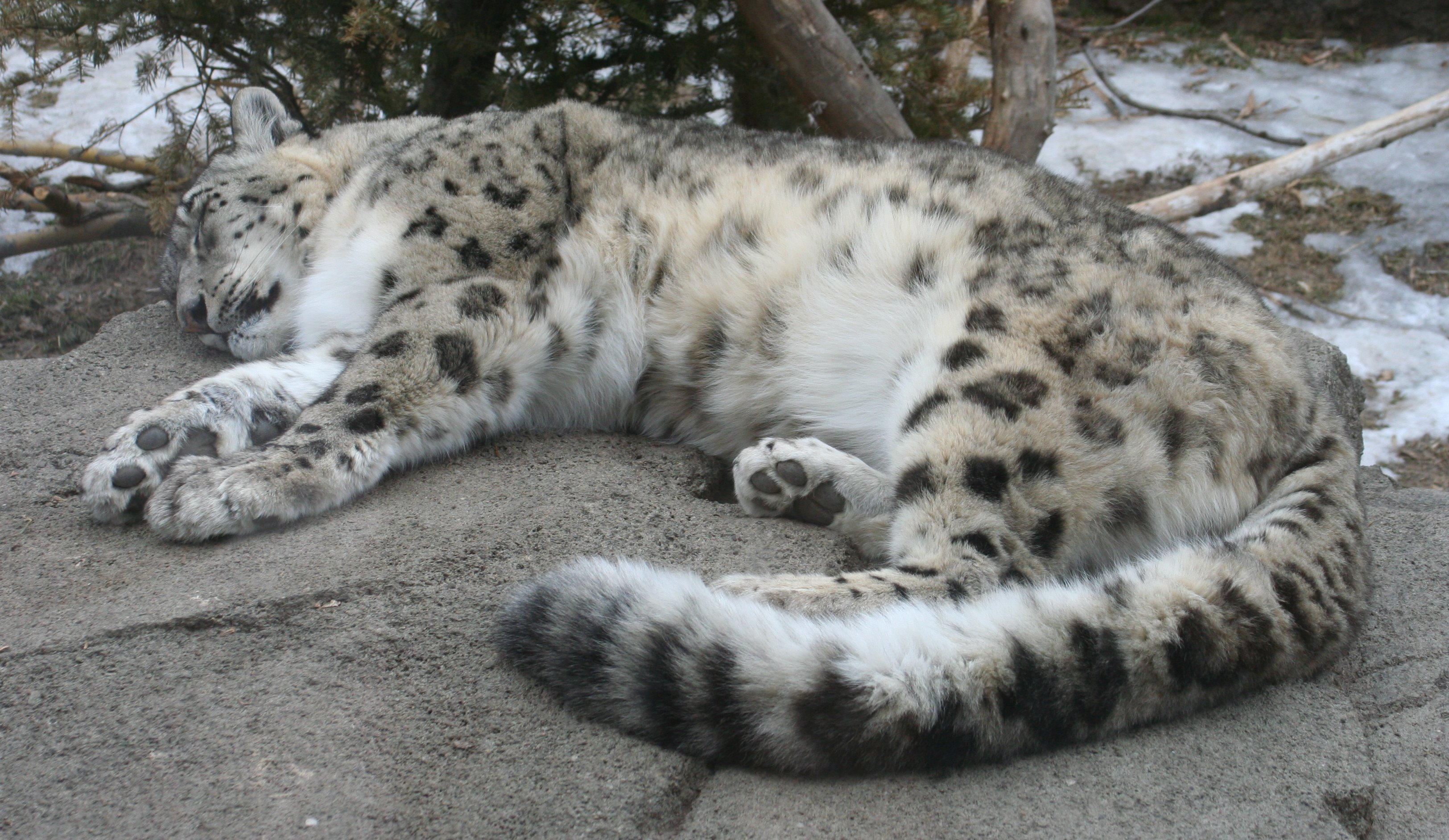
Un leopardo durmiendo en la nieve del Zoológico de Búfalo
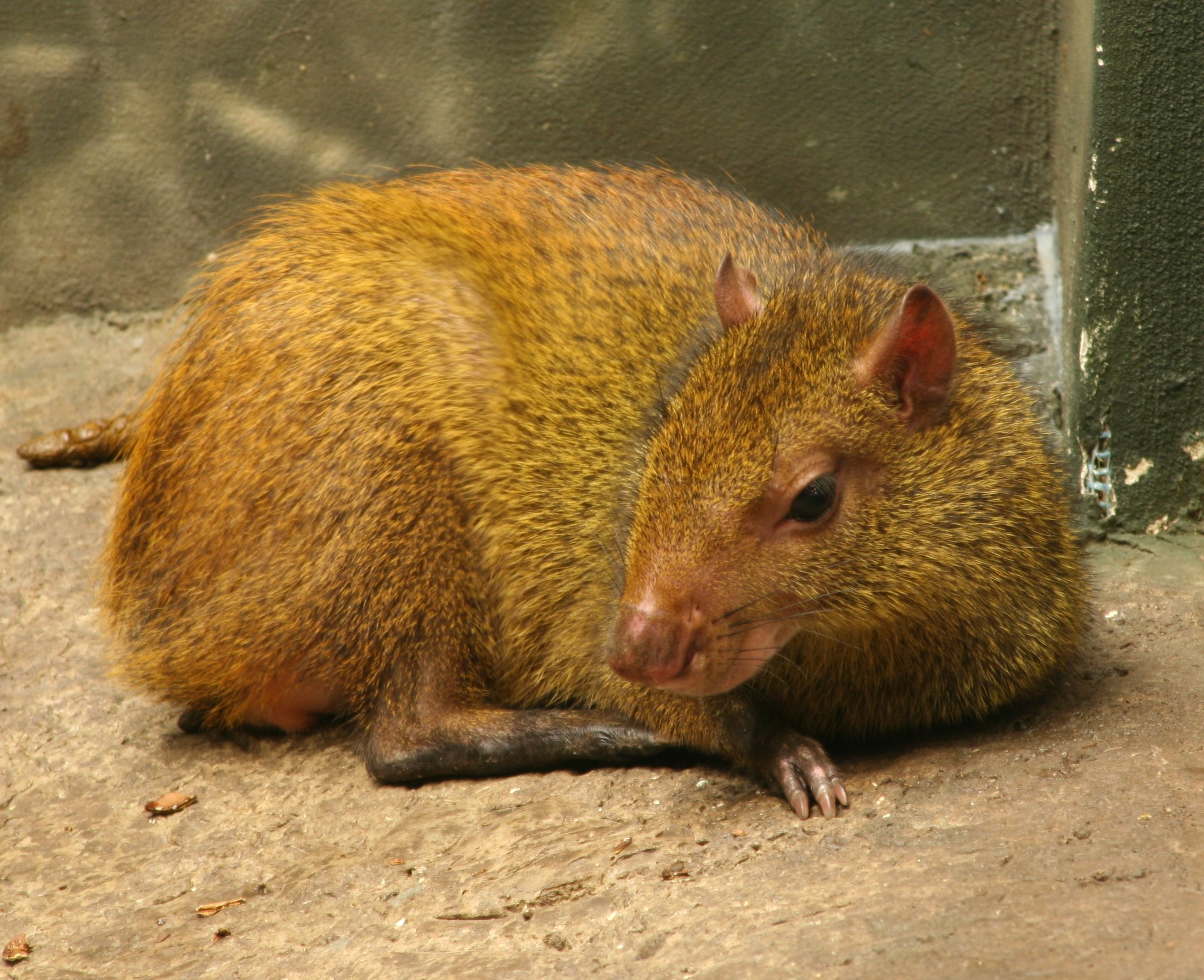
Agutí brasileño del Zoológico de Búfalo
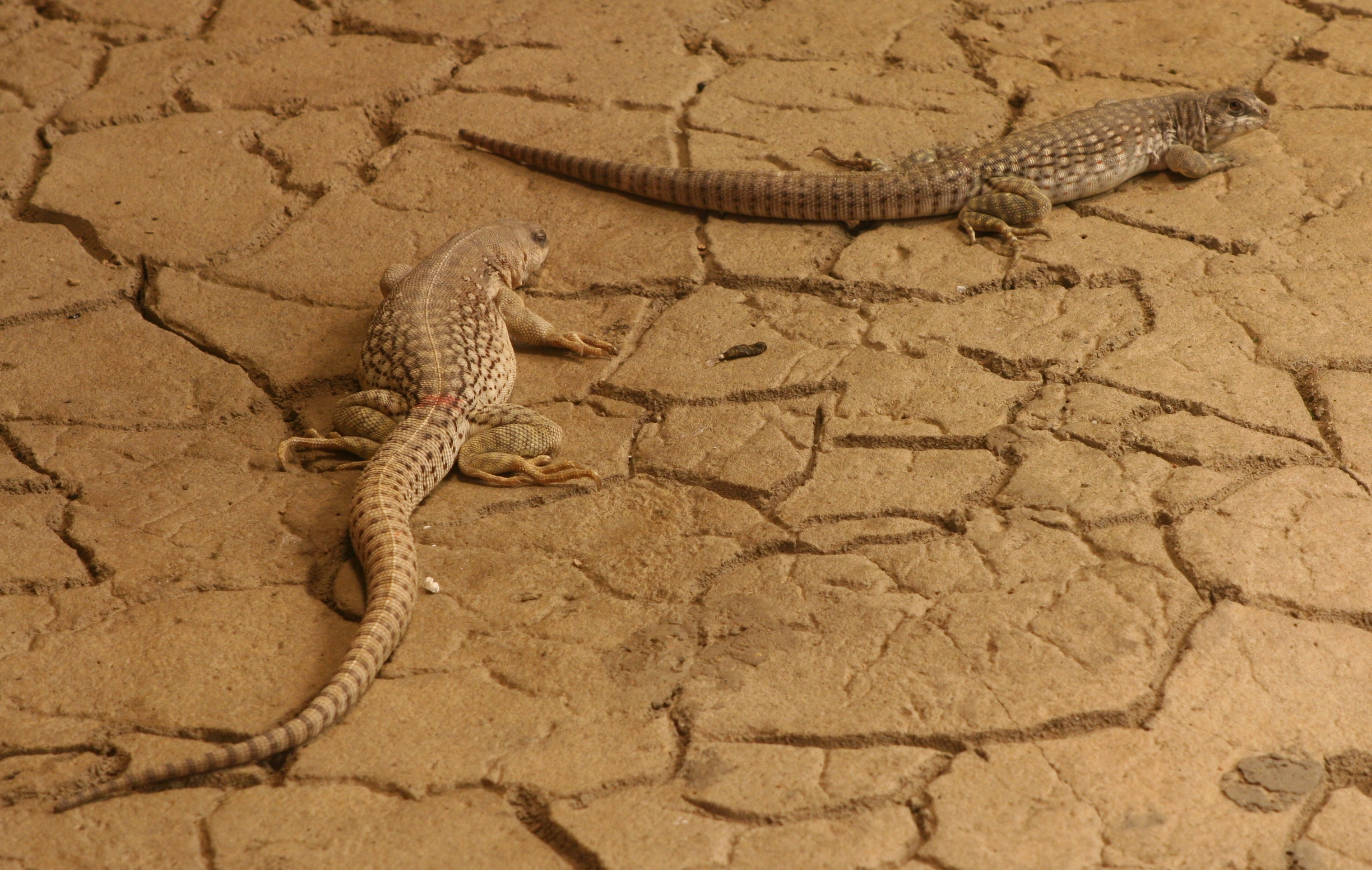
Iguanas del desierto en su hábitat en el Zoológico de Búfalo.
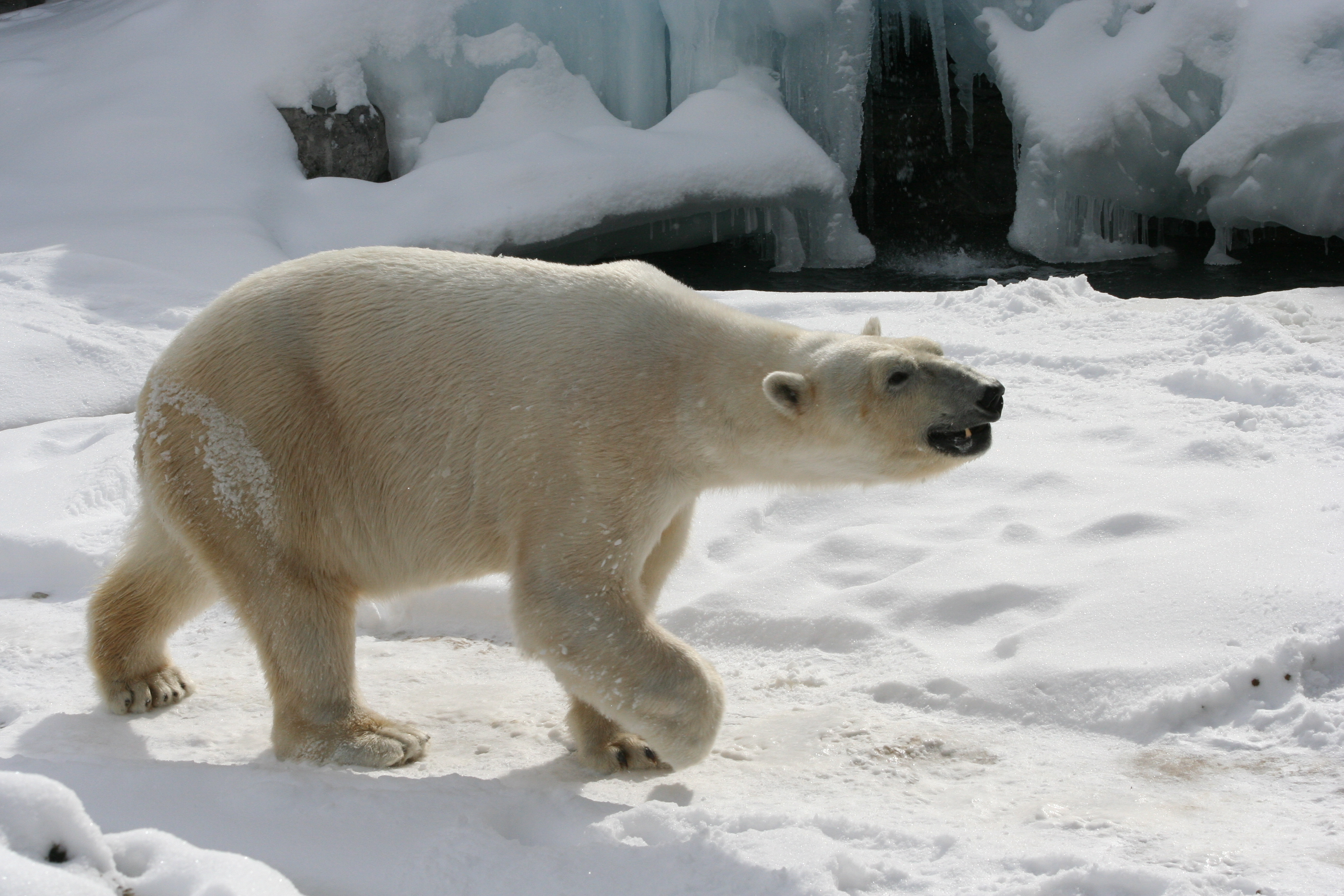
Un oso polar vagando en su hábitat en el Zoológico de Búfalo
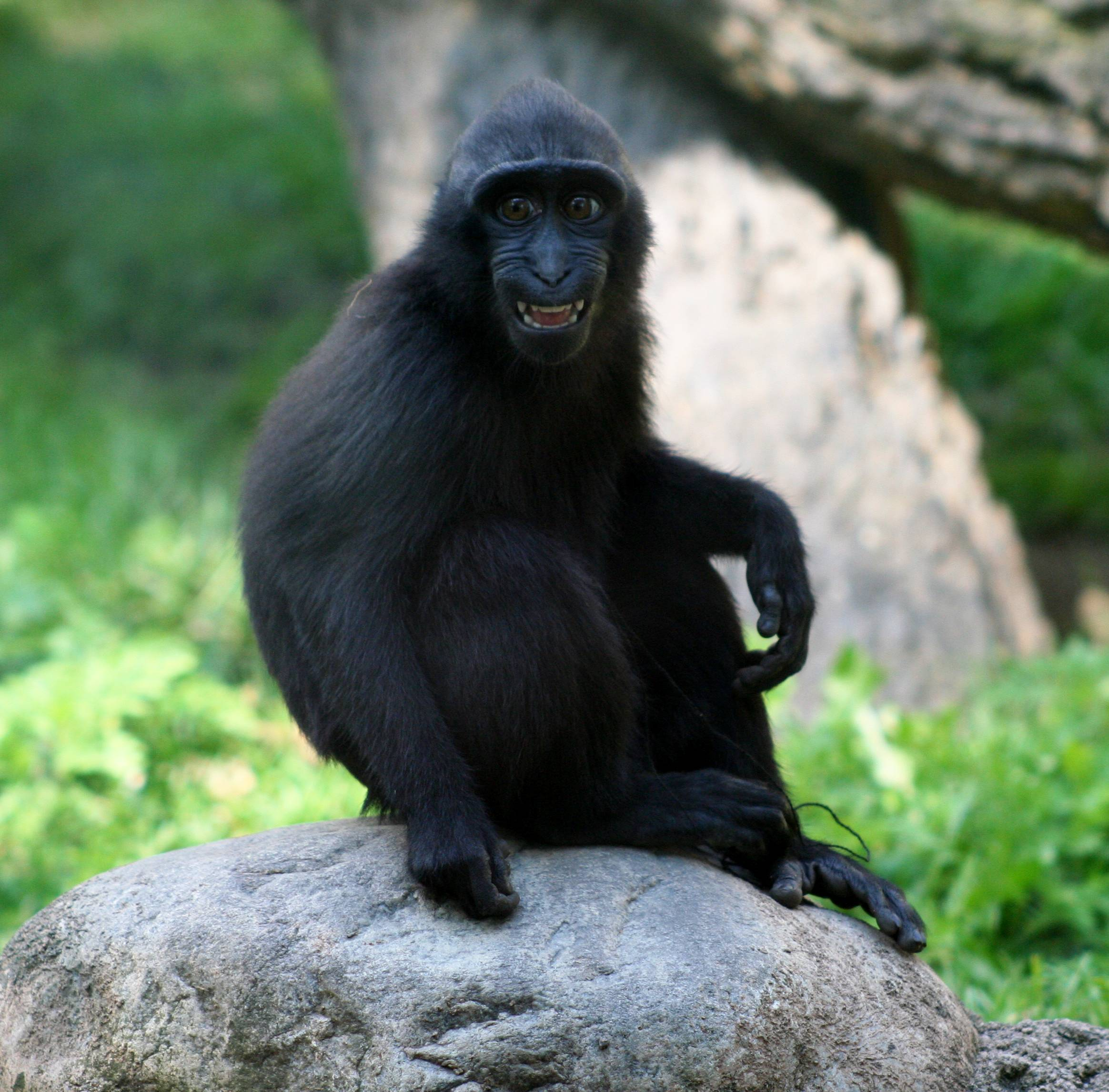
Un juvenil macaco negro crestado del Zoológico de Búfalo